# Терънс Хил
Терънс Хил (на английски: Terence Hill), с рождено име Марио Джироти (на италиански: Mario Girotti), е италиански актьор.

## Биография
Роден е във Венеция, Италия на 29 март 1939 година. Майка му, Хилдегард Тиме (на немски: Hildegard Thieme), е германка от Дрезден, а баща му Джироламо Джироти (на италиански: Girolamo Girotti) е италиански фармацевт. Като дете живее в малкия град Ломач, Германия (1943 – 1945). По време на Втората световна война преживява бомбардировките в Дрезден. След като е открит на 12-годишна възраст от италианския режисьор Дино Ризи за „Ваканция за гангстери“ (1951), следват 27 филма в Италия. Снима се предимно в уестърни заедно със своя дългогодишен екранен партньор Бъд Спенсър.

## Избрана филмография
| година | филм                                   | оригинално заглавие       | роля                         | режисьор            |
| ------ | -------------------------------------- | ------------------------- | ---------------------------- | ------------------- |
| 1959   | Собственикът на металургичния комбинат | Il padrone delle ferriere | Октав Дьо Болю               | Антон Джулио Мажано |
| 1959   | Ханибал                                | Annibale                  | Квинтилий                    |                     |
| 1963   | Гепардът                               | Il Gattopardo             | граф Кавриаджи               | Лукино Висконти     |
| 1974   | Двамата мисионери                      | Two Missionaries          | Отец Джей                    | Франко Роси         |
| 1983   | Дон Камило                             | Don Camillo               | дон Камило                   | Терънс Хил          |
| 1985   | Суперченгетата на Маями                | Miami Supercops           | Дъг Бенет / агент Джей Донел | Бруно Корбучи       |